# Alpinia macrocephala
Alpinia macrocephala är en enhjärtbladig växtart som beskrevs av Karl Moritz Schumann. Alpinia macrocephala ingår i släktet Alpinia och familjen Zingiberaceae.
Artens utbredningsområde är Fiji. Inga underarter finns listade i Catalogue of Life.